# Bożena Cetnarowska
Bożena Cetnarowska – polska językoznawczyni, prof. dr hab. nauk humanistycznych, profesor Instytutu Językoznawstwa Uniwersytetu Śląskiego, były profesor wizytujący Katedry Języka Biznesu Wydziału Zarządzania Politechniki Częstochowskiej.

## Życiorys
W 1991 obroniła pracę doktorską The Syntax and Semantics of Bare Nominalizations in English, 16 maja 2006 habilitowała się na podstawie pracy zatytułowanej Passive Nominals in English and Polish: an Optimality-theoretic Analysis (Nominalizacje bierne w języku polskim i angielskim: analiza w ujęciu teorii optymalności). Została zatrudniona na stanowisku adiunkta w Instytucie Językoznawstwa na Wydziale Humanistycznym Uniwersytetu Śląskiego w Katowicach, a także na Wydziale Humanistycznym w Wyższej Szkole Zarządzania Marketingowego i Języków Obcych w Katowicach oraz profesora nadzwyczajnego Instytutu Filologii Obcych na Wydziale Filologicznym i Historycznym Akademii im. Jana Długosza w Częstochowie.
Piastowała  funkcję profesora wizytującego w Katedrze Języka Biznesu na Wydziale Zarządzania Politechniki Częstochowskiej.
Uzyskała tytuł profesora nauk humanistycznych w roku 2020.